# Clean (песня Тейлор Свифт)
«Clean»  — песня американской певицы Тейлор Свифт из её пятого студийного альбома 1989, вышедшего в 2014 году. Написанный и спродюсированный Свифт и британским музыкантом Имоджен Хип, трек представляет собой софт-рок и синти-фолк балладу с электронной обработкой. В тексте песни рассказывается о трудностях, связанных с разрывом отношений.
Критики высоко оценили «Clean» за лирические чувства и авторское исполнение песен Свифт и назвали его одним из лучших в альбоме. В ретроспективе они признали трек одной из лучших песен Свифт. В коммерческом плане песня «Clean» попала в чарты Канады и Португалии и получила платиновый и золотой сертификаты в Австралии и Великобритании, соответственно. На неё делали каверы Келли Кларксон и Райан Адамс, а также она была включена в сет-лист мирового турне Свифт The 1989 World Tour (2015).
Перезаписанная версия под названием «Clean (Taylor’s Version)» была выпущена в рамках альбома 1989 (Taylor’s Version) 27 октября 2023 года. Перезапись заняла 25-е место в Billboard Global 200 и вошла в топ-30 национальных чартов Канады, Новой Зеландии, Филиппин, Сингапура и США.

## История
Американская певица и автор песен Тейлор Свифт считалась кантри-исполнительницей до выхода своего четвёртого студийного альбома Red в октябре 2012 года. Хотя Свифт и Big Machine Records продвигали Red на кантри-радио, в некоторых его композициях присутствуют стили поп и рок, что стало результатом желания Свифт экспериментировать с новыми стилями. Это вызвало дискуссию в СМИ о её статусе кантри-исполнительницы. В середине 2013 года она начала писать песни для своего следующего студийного альбома.
Свифт назвала свой пятый студийный альбом в честь года своего рождения — 1989. Она решила сделать его своей первой «официальной поп-пластинкой», которая изменила бы её имидж в сторону поп-музыканта и отошла бы от кантри-стиля её предыдущих релизов. Для этого Свифт привлекла новых продюсеров, включая британского музыканта Имоджен Хип, которую она назвала «одной из самых интересных и уникальных артисток». Композиция «Clean» стала одним из последних треков, написанных Свифт для 1989; она закончила текст и мелодию, прежде чем обратилась к Хип за сопродюсированием. Свифт вспоминала, что на написание «Clean» её вдохновили две недели, проведённые в Лондоне: «Меня осенило, что я две недели была в одном городе с [бывшим любовником] и не думала об этом».
Хип помогла завершить трек, сыграв на инструментах, и они закончили запись после двух дублей за один день в студии The Hideaway. Песня была смикширована Сербаном Генеа в MixStar Studios в Верджиния-Бич, штат Виргиния, а мастеринг был выполнен Томом Койном в Sterling Sound Studio в Нью-Йорке.

## Композиция
«Clean» — это баллада в стиле софт-рок и синти-фолк. Длительность песни составляет четыре минуты тридцать секунд, темп остаётся стабильным на протяжении всего времени. Электронное производство было воспринято как влияние музыкального стиля Хип. В ней использованы фортепиано, клавишные, ударные, мбира, вибрафон, бас, многослойный вокал и грув, построенный вокруг перкуссии. Автор The Telegraph Нил Маккормик назвал «Clean» «сдержанной» и «атмосферной». Ханна Майлреа из NME отметила, что в песне есть «звонкие инструментальные элементы софт-рока», а Алекс Петридис из The Guardian написал, что в ней «попеременно пульсирует и дрейфует электроника».
В тексте песни используются образы проливного шторма, чтобы описать разрыв зависимых, токсичных отношений. В какой-то момент Свифт поёт о прошлых отношениях: «Ты все ещё на мне, как платье, испачканное вином, которое я больше не могу носить». Она продолжает: «Когда я тонула, я наконец-то смогла дышать / И к утру от тебя не осталось и следа / Думаю, я наконец-то чиста». Слово clean — это метафора с двумя значениями: clean как ощущение от принятия душа и как избавление от зависимости.

## Отзывы
Ряд критиков назвали «Clean» одним из самых ярких треков альбома 1989. Форрест Викман из Slate назвал песню «грустной, но в конечном счёте обнадёживающей» и счёл её схожей по тематике с другими заключительными треками Свифт, такими как «Begin Again» из Red. Сэм Лански из Time назвал песню одним из треков, демонстрирующих авторское мастерство Свифт в «плотных, вызывающих образах». Асвад из Billboard сказал, что «Clean» — это «ноющая, горько-сладкая» песня, и отметил, что Свифт «отдаётся Хип больше, чем другим участникам 1989». Эми Петтифер из The Quietus сочла текст песни «искромётно-грустным и умным». Саша Геффен из Consequence назвала «Clean» «звонким номером» и высоко оценила слова Свифт о поиске силы через дружбу. В менее позитивной рецензии Мэтью Хортон из NME счёл песню «плаксивой» и назвал её «провалом» на альбоме.
В ретроспективных рейтингах Billboard, Paste, Крис Уиллман из Variety, Mylrea и Роб Шеффилд из Rolling Stone включили «Clean» в 20 лучших песен Свифт; Шеффилд назвал её «напряжённым финалом» альбома 1989. Clash назвал трек одной из 15 лучших песен Свифт — редактор Сахар Гадириан назвал песню «мастер-классом в написании песен» и оценил её эмоциональный настрой как «расширяющий возможности и подтверждающий». Мэри Кейт Карр из The A.V. Club написала, что хотя «в некоторых случаях причудливые метафоры Свифт могут стать чрезмерными, но фантастические образы текста и дзен-звон» работают на «Clean», что делает её «идеальной одой освобождению себя», которая достаточно осознанна, чтобы признать, что «только потому, что ты чист, не значит, что ты не скучаешь по этому». Алекс Хоппер из журнала American Songwriter назвал песню любимой поклонниками и высоко оценил то, как Свифт открывает свои трудности и глубоко переживает их вместе со своей аудиторией.

## Участники записи
«Clean» (2014)
- Тейлор Свифт — вокал, бэк-вокал, автор песен, продюсер
- Имоджен Хип — продюсер, автор песен, программирование, фоновый вокал, перкуссия, ударные, мбира, вибрафон, клавишные
- Сербан Генеа — сведение
- Джон Хейнс — сведение
- Том Койн — мастеринг

## Чарты
| Чарт (2014)                           | Высшая позиция |
| ------------------------------------- | -------------- |
| Канада Digital Song Sales (Billboard) | 45             |

| Чарт (2023)      | Высшая позиция |
| ---------------- | -------------- |
| Португалия (AFP) | 85             |

## Сертификации
| Регион                                                                      | Сертификация | Продажи |
| --------------------------------------------------------------------------- | ------------ | ------- |
| Австралия (ARIA)                                                            | Платиновый   | 70 000  |
| Великобритания (BPI)                                                        | Серебряный   | 200 000 |
| Данные о продажах + прослушиваниях приведены только на основе сертификации. |              |         |

## Clean (Taylor’s Version)
Перезаписанная версия песни «Clean», получившая название «Clean (Taylor’s Version)», была выпущена 27 октября 2023 года в составе четвёртого перезаписанного альбома Свифт 1989 (Taylor’s Version). Песня является частью перезаписанной музыки Свифт после спора о праве собственности на мастера её старой дискографии.

### Участники записи
«Clean (Taylor’s Version)» (2023)
- Тейлор Свифт — вокал, автор песен, продюсер
- Брайс Бордоне — инженер по сведению
- Имоджен Хип — продюсер, автор песен, запись, вибрафон, барабаны, калимба, перкуссия, фортепиано, программирование, клавишные, фоновый вокал
- Сербан Генеа — сведение
- Рэнди Меррилл — мастеринг
- Кристофер Роу — вокальная инженерия

### Чарты
| Чарт (2023)                           | Высшая позиция |
| ------------------------------------- | -------------- |
| Канада (Billboard Canadian Hot 100)   | 28             |
| Мир (Billboard Global 200)            | 25             |
| Греция (IFPI)                         | 49             |
| Новая Зеландия (Recorded Music NZ)    | 28             |
| Филиппины (Billboard)                 | 13             |
| Сингапур (RIAS)                       | 26             |
| Швеция Heatseeker (Sverigetopplistan) | 17             |
| Великобритания (UK Streaming, OCC)    | 33             |
| США (Billboard Hot 100)               | 30             |